# Бока (Грайц)
Бока (нім. Bocka) — громада в Німеччині, розташована в землі Тюрингія. Входить до складу району Грайц. Складова частина об'єднання громад Мюнхенбернсдорф.
Площа — 6,05 км2. Населення становить 464 ос. (станом на 31 грудня 2021).